# Niobzinn
Niobzinn ist eine intermetallische chemische Verbindung aus der Gruppe der Niob-Zinn-Verbindungen. Neben Nb3Sn sind mit Nb6Sn5 und NbSn2 noch mindestens zwei weitere Phasen bekannt.

## Gewinnung und Darstellung
Niobzinn kann durch Reaktion der Elemente bei 900 bis 1000 °C oder NbSn2 mit Niob und einem geringen Anteil Kupfer bei 600 °C gewonnen werden.
Es kann auch aus Niob(IV)-chlorid und Zinn(II)-chlorid bei Temperaturen unter 1000 °C dargestellt werden.
{\displaystyle \mathrm {3\ NbCl_{4}+SnCl_{2}+7\ H_{2}\longrightarrow Nb_{3}Sn+14\ HCl} }

## Eigenschaften
Niobzinn ist ein spröder Feststoff und Supraleiter mit einer Sprungtemperatur von 18 K. Wie auch Niobgermanium kristallisiert er in geordneten Strukturen des so genannten A15-Typs mit der Raumgruppe Pm3n (Raumgruppen-Nr. 223), deren auffälliges Strukturmerkmal die kurzen Niob-Niob-Abstände von 258 pm sind.
Nachdem 1954 durch Bernd Matthias, Theodore Geballe, Ernie Corenzwit und Seymour Geller die Supraleitung bei Niobzinn entdeckt wurde, war sie 1961 die erste Verbindung, für die Supraleitung auch bei hohen Stromstärken nachgewiesen werden konnte.

## Verwendung
Niobzinn wird als Supraleiter, zum Beispiel für Magnete und Kabel, verwendet.